# شورجة (أختاتشي الشرقي)
شورجة (بالفارسية: شورجه) هي قرية تقع في إيران في أذربيجان الغربية. يقدر عدد سكانها بـ 19 نسمة بحسب إحصاء 2016.